# Andrena senticulosa
Andrena senticulosa är en biart som beskrevs av Laberge 1967. Andrena senticulosa ingår i släktet sandbin, och familjen grävbin. Inga underarter finns listade i Catalogue of Life.